# Marstallmuseum Nymphenburg

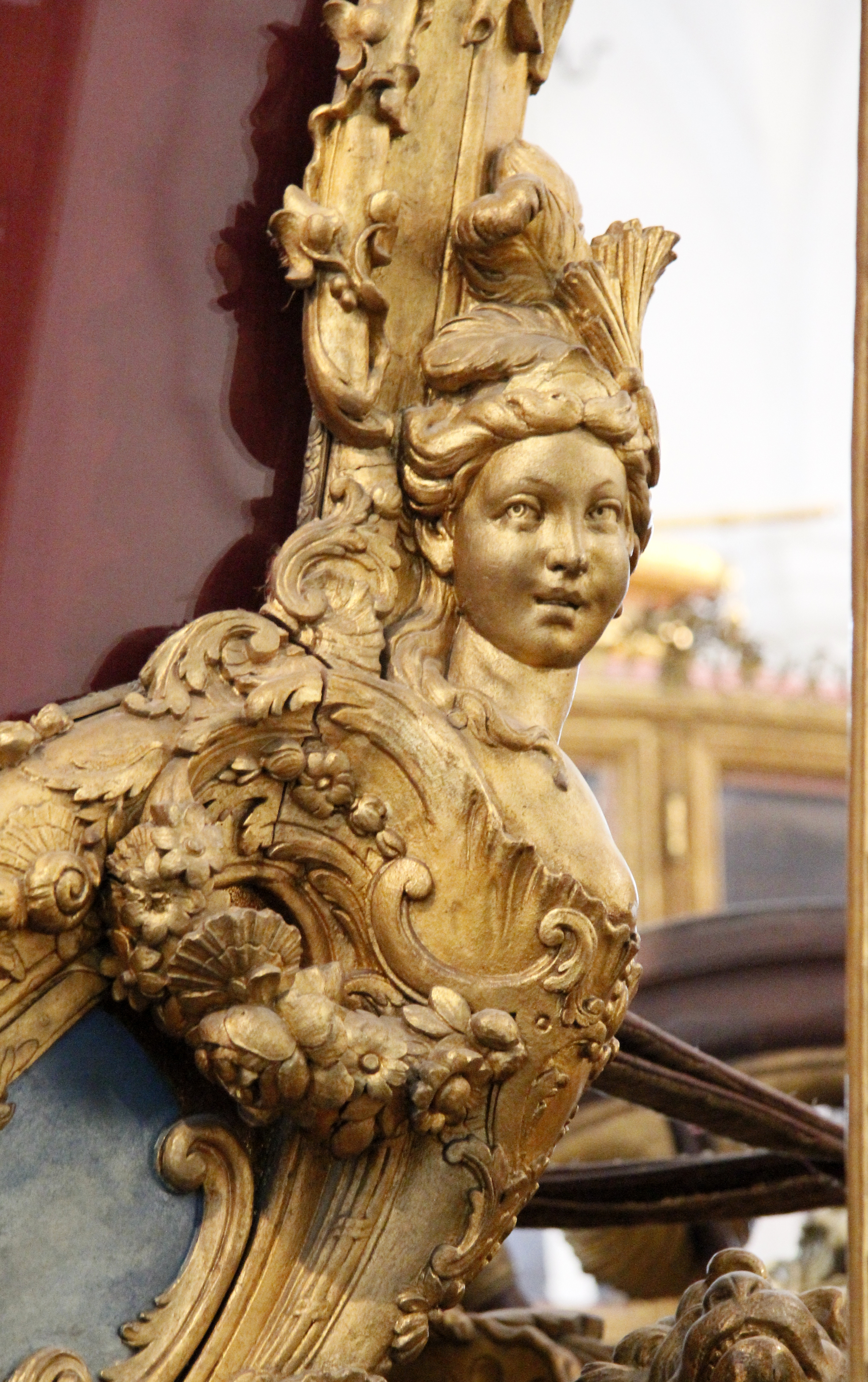
Une jeune femme gracieuse dont le buste orne la voiture de sacre de l'empereur Charles VII.

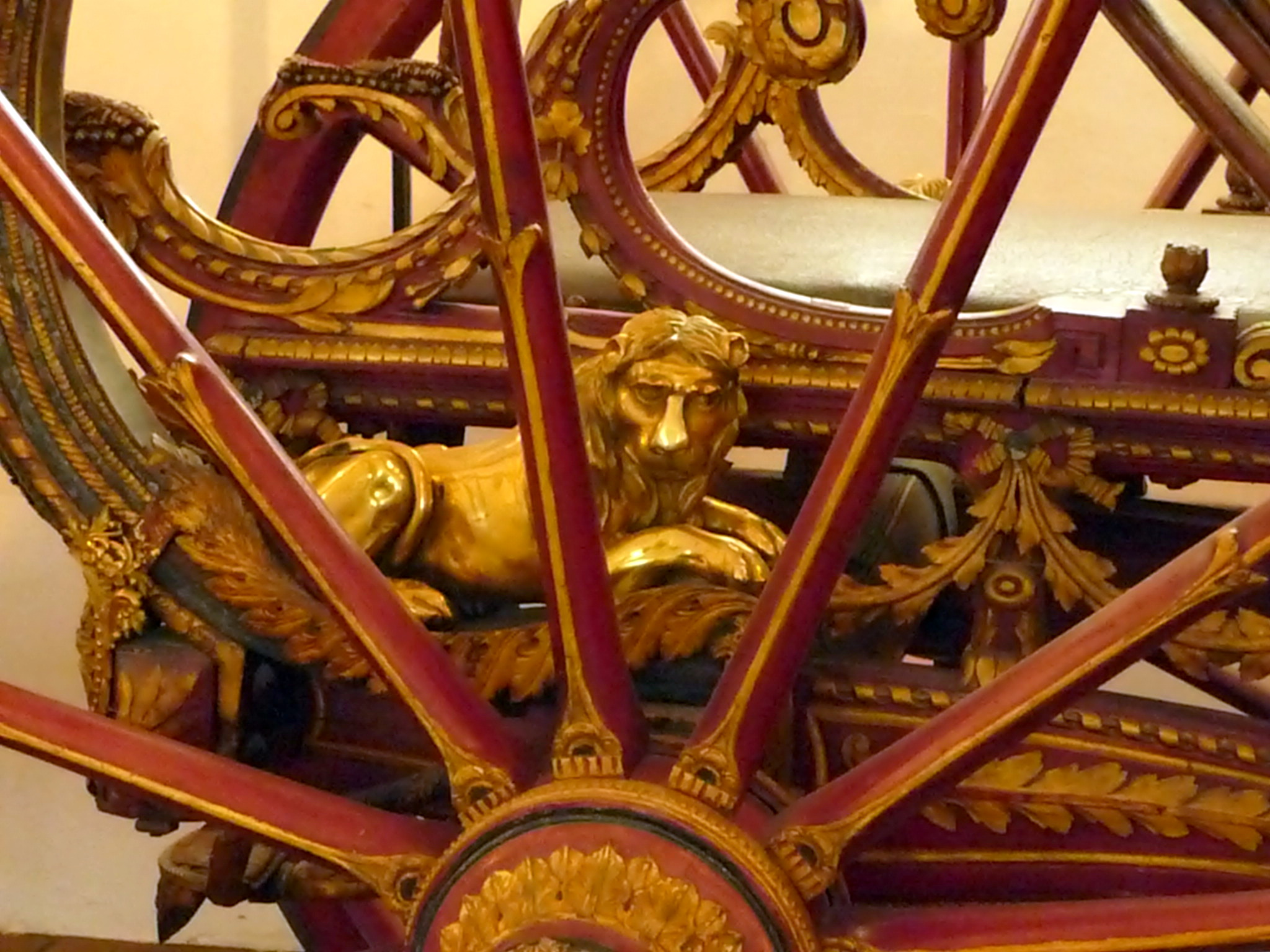
Le coupé de gala du forgeron de la cour, Johann Baptist Klostermayr, est orné sur l’arrière de lions dorés en laiton.

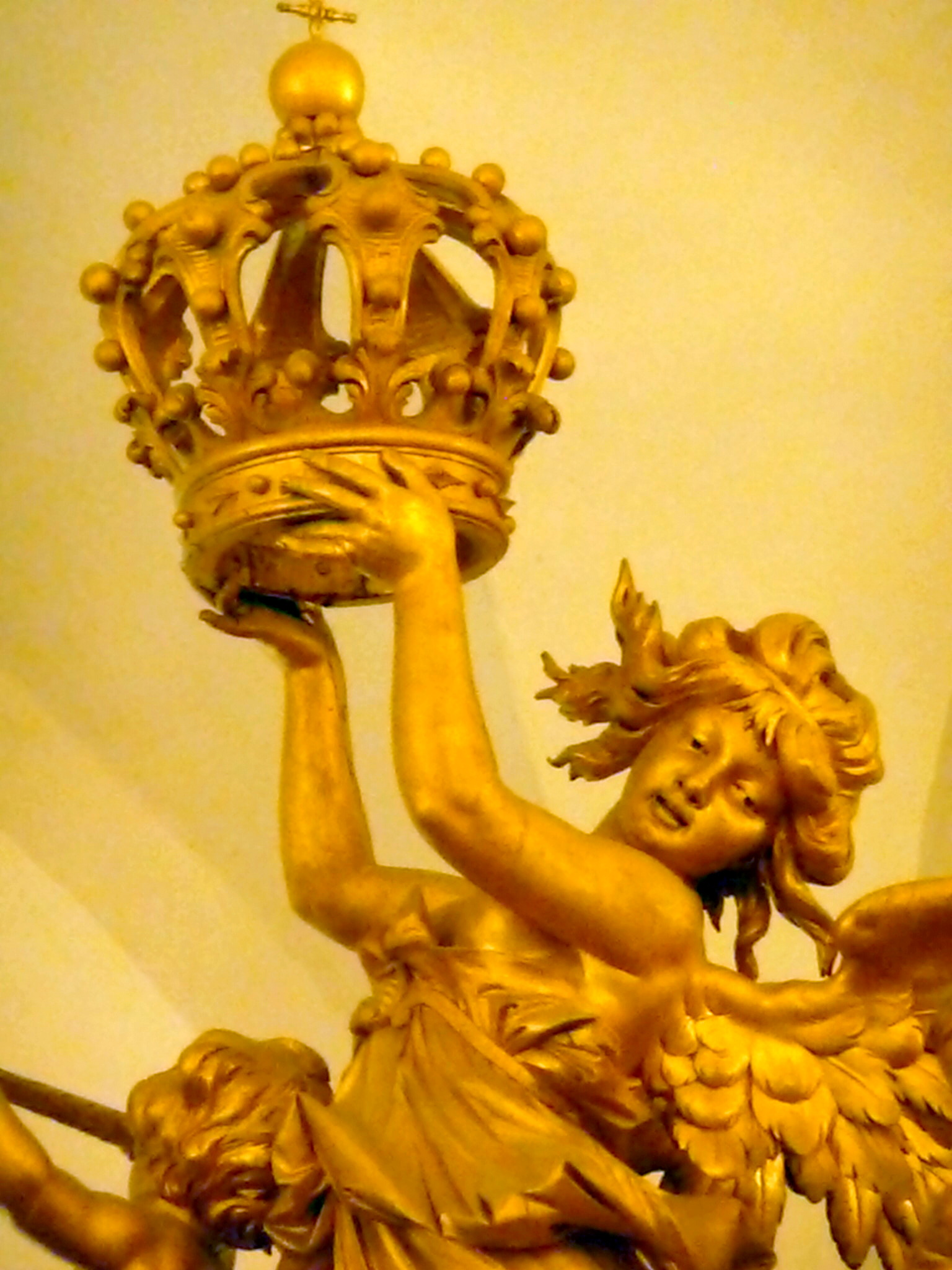
Une figure d'ange décore le petit coupé de gala du roi Louis II de Bavière.

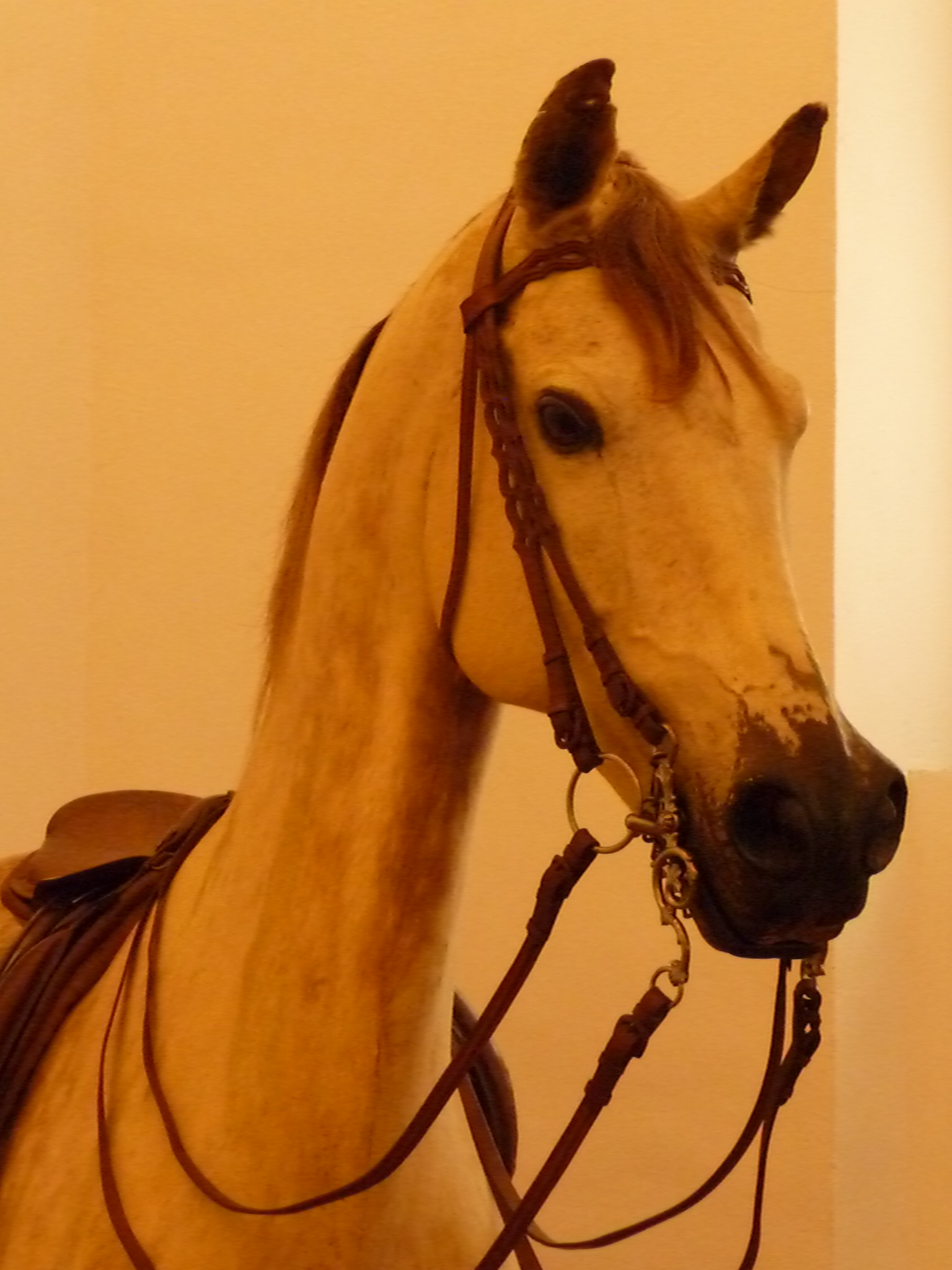
Le cheval blanc Cosa Rara était l'un des chevaux préférés du roi Louis II de Bavière.

Le Marstallmuseum du palais de Nymphenburg à Munich (littéralement, Musée des Ecuries) est aménagé dans les anciennes écuries de la partie sud du château. C'est l'une des plus importantes collections de voitures de cour au monde. La collection présente une flotte de véhicules de l'époque des électeurs de Bavière et du Palatinat et des rois de la maison Wittelsbach. La collection, qui présente des modèles d’Allemagne, de France et d’Angleterre, donne un aperçu complet de l’évolution des voitures de la fin du XVIIe siècle à la fin du XIXe siècle. 

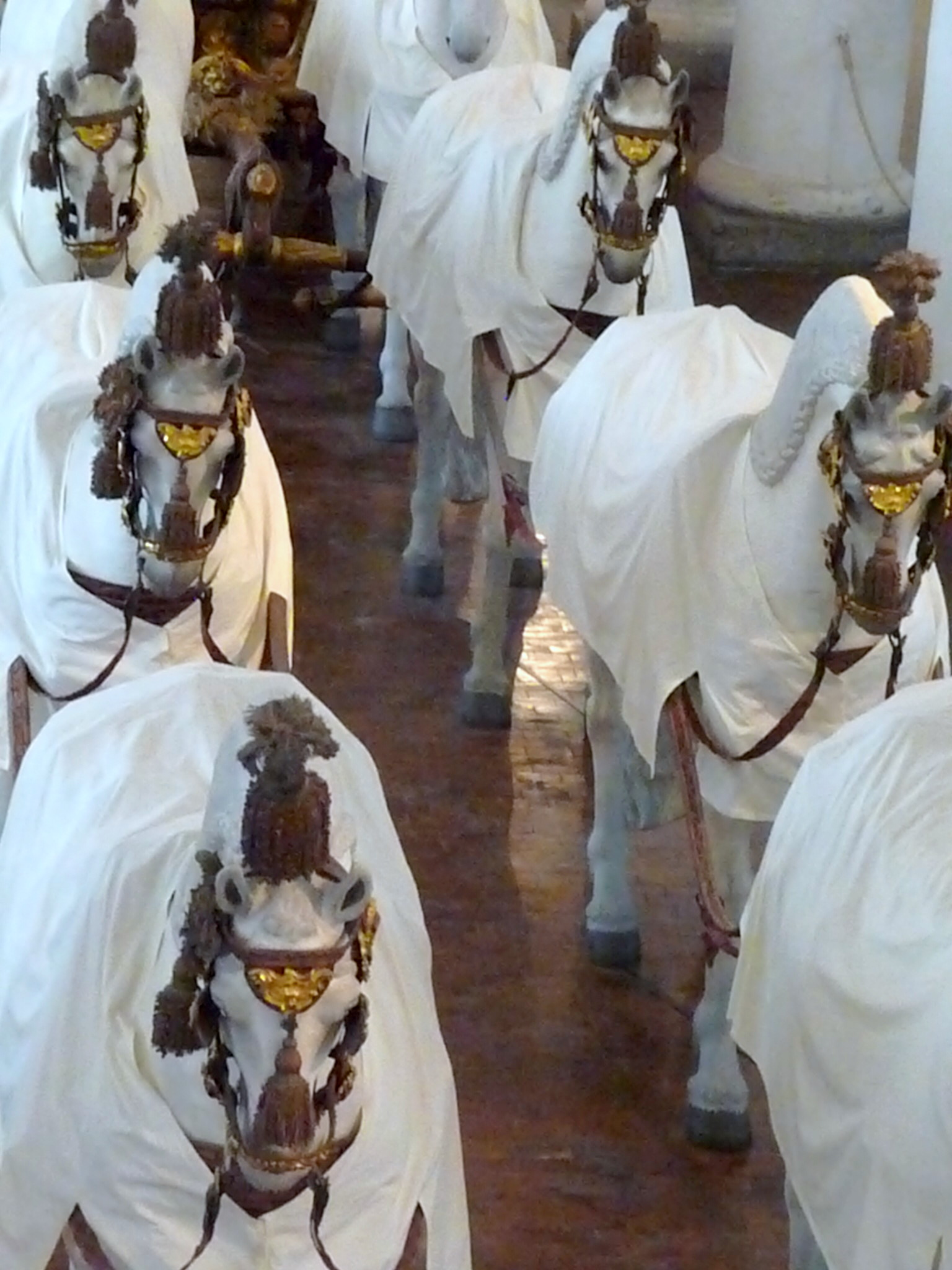
La voiture de couronnement de l'empereur Charles VII était tirée par huit chevaux.

## Histoire
Semblables à celles de la cour de Vienne, les riches réserves des Wittelsbach étaient déjà exposées dans la première moitié du XIXe siècle. Le parc s'élevait à la fin de la monarchie en 1918, à environ 300 véhicules; certains d'entre eux n'étant plus aptes à la conduite. Récemment, les véhicules à moteur étaient également gérés par les écuries royales. Après la fin de la monarchie, les modèles de grande qualité restant ont été exposés à partir de 1923 dans l'ancienne école d'équitation sur la Marstallplatz. Ce secteur de la Résidence de Munich a été en avril 1944 en grande partie détruite par des raids aériens. Heureusement, auparavant, en 1941, la collection avait été déplacée au palais de Nymphenburg. Ainsi, le Marstallmuseum d'aujourd'hui est situé dans les salles de l'ancienne écurie de la cour située au sud du palais de Nymphenburg. Il a été ouvert en 1952, et rénové et restructuré en 1986. 

## Composants de la collection
La collection est divisée en groupes suivants: 
- voitures hippomobiles
- Véhicules de Gala (voitures impériales, carosses royaux, berlines de gala, corbillards)
- Voitures du quotidien (voitures de ville, chariots de stationnement)
- Véhicules de loisirs (chariots de jardin, autocars, véhicules de chasse, voitures d'enfant)
- Traîneaux (traîneaux, traîneaux pour enfants, traîneaux à musique)
- Palanquins et chaises à porteur
- un carrousel
- Harnais, selles, sacoches etc.
- Peintures, graphiques, photographies historiques
- le cheval préféré du roi Louis II, préparé pour la postérité, Cosa Rara

Le musée présente notamment plus de 40 voitures représentatives et traîneaux appartenant aux Wittelsbach. 
Depuis 2012, la luge de course Hercules - nouvellement restaurée - de l'électeur bavarois Maximilien Emmanuel peut être visitée. Parmi les autres pièces maîtresses, citons les magnifiques litières de la fille de l'empereur autrichien, Marie-Antoinette, une pièce d'environ 200 kilos de velours rouge et de broderies précieuses, la voiture de l'électeur Karl Albrecht, qu'il a utilisée à l'occasion du couronnement de l'empereur Charles VII en 1742 et deux voitures du roi Maximilien Ier Joseph. Créés sur ordre du roi Louis II, ses cinq chars et traîneaux n’entrèrent dans la collection qu’après sa mort en 1886. La galerie de portraits de ses "voitures à cheval", créée par Louis II par le peintre Friedrich Wilhelm Pfeiffer, est également représentée. Moins chers, mais très élégants, sont les véhicules de l'époque du prince régent Luitpold. 
À l'étage supérieur, on trouve, entre autres objets exposés, la collection de porcelaine de la collection Bäuml et des objets de la manufacture de porcelaine de Nymphenburg datant de trois siècles. 

## Littérature
- Rudolf H. Wackernagel: Staats- und Galawagen du Wittelsbacher, Munich 2001
- La voiture de couronnement de l'empereur Charles VII, élection et couronnement à Francfort-sur-le-Main, Dachau, 1992
- Marstallmuseum à Munich, Hofwagenburg et Sattelkammer, Munich, 1923
- Marstallmuseum in Nymphenburg Palace, guide officiel, 1995

## Liens Web
- Site officiel
- Littérature sur le Marstallmuseum

48.1558511.505475Koordinaten: 48° 9′ 21,1″ N, 11° 30′ 19,7″ O